# Zastava Sanos 7T
 (novembre 2023).
La mise en forme du texte ne suit pas les recommandations de Wikipédia : il faut le « wikifier ».
Les points d'amélioration suivants sont les cas les plus fréquents. Le détail des points à revoir est peut-être précisé sur la page de discussion.
- Les titres sont pré-formatés par le logiciel. Ils ne sont ni en capitales, ni en gras.
- Le texte ne doit pas être écrit en capitales (les noms de famille non plus), ni en gras, ni en italique, ni en « petit »…
- Le gras n'est utilisé que pour surligner le titre de l'article dans l'introduction, une seule fois.
- L'italique est rarement utilisé : mots en langue étrangère, titres d'œuvres, noms de bateaux, etc.
- Les citations ne sont pas en italique mais en corps de texte normal. Elles sont entourées par des guillemets français : « et ».
- Les listes à puces sont à éviter, des paragraphes rédigés étant largement préférés. Les tableaux sont à réserver à la présentation de données structurées (résultats, etc.).
- Les appels de note de bas de page (petits chiffres en exposant, introduits par l'outil «  Source ») sont à placer entre la fin de phrase et le point final[comme ça].
- Les liens internes (vers d'autres articles de Wikipédia) sont à choisir avec parcimonie. Créez des liens vers des articles approfondissant le sujet. Les termes génériques sans rapport avec le sujet sont à éviter, ainsi que les répétitions de liens vers un même terme.
- Les liens externes sont à placer uniquement dans une section « Liens externes », à la fin de l'article. Ces liens sont à choisir avec parcimonie suivant les règles définies. Si un lien sert de source à l'article, son insertion dans le texte est à faire par les notes de bas de page.
- La présentation des références doit suivre les conventions bibliographiques. Il est recommandé d'utiliser les modèles {{Ouvrage}}, {{Chapitre}}, {{Article}}, {{Lien web}} et/ou {{Bibliographie}}. Le mode d'édition visuel peut mettre en forme automatiquement les références.
- Insérer une infobox (cadre d'informations à droite) n'est pas obligatoire pour parachever la mise en page.

Pour une aide détaillée, merci de consulter Aide:Wikification.
Si vous pensez que ces points ont été résolus, vous pouvez retirer ce bandeau et améliorer la mise en forme d'un autre article.
Le Zastava Sanos 7T est un autobus/autocar de taille midi, fabriqué à partir de 1979 par Sanos Ltd sur un châssis Zastava Autobusi, la division autobus de Zastava Kamioni, constructeur de camions et autobus sous licence du groupe italien Fiat V.I. à Kragujevac, en (ex) Yougoslavie, aujourd'hui en Serbie.
Le véhicule est construit sur la base du châssis Zastava Kamioni "OM Mali", le Zastava 50.8 N, c'est-à-dire le Fiat-OM 50.8 fabriqué localement par Zastava Kamioni sous le nom de Zastava 635. Ce châssis a surtout été utilisé par Zastava Autobusi pour la gamme des midibus Zastava Neretva.
La version Sanos 7T n'a pas connu une très grande diffusion car commercialisé à un prix beaucoup plus élevé que ses concurrents Zastava. Il reste un modèle rare ; presque aucune littérature à son sujet, si ce n'est son évocation sur les livres encyclopédiques.
Présenté au Salon automobile de Belgrade en 1979, le midibus Sanos 7T dispose d'une carrosserie semblable à celle du Zastava Neretva 18 dans ses versions ligne et tourisme. Comme lui, il utilise la base mécanique du Zastava 50.8 N fourgon avec qui il est en concurrence.
Caractéristiques techniques :
- moteur : Fiat 4 cylindres diesel, 3 456 cm3
- puissance : 80 ch à 3 200 tr/min
- longueur : 538 cm
- largeur : 218 cm
- hauteur : 269,5 cm
- poids à vide : 3 100 kg
- capacité : 25 passagers dans la version ligne interurbaine, 21 passagers dans la version tourisme et GT.

Le Zastava Sanos 7T est un midibus doté d'une carrosserie autoportante. Il représentait une révolution culturelle en Yougoslavie car, pour la première fois, le châssis d'un autocar n'était plus dérivé d'un châssis de camion, mais avait fait l'objet d'une étude spécifique de son châssis.
Le choix d'une telle conception, utilisée par Fiat Bus depuis 1956 avec l'autocar Fiat 306, avait imposé une refonte complète de la conception avec des moteurs à plat et cela avait permis de dégager beaucoup d'espace à l'intérieur de l'autocar, au grand bénéfice du confort des passagers (place et bruit), sachant qu'avant, le moteur était placé à l'avant, dans une position très encombrante pour l'accès des voyageurs. Les autocars produits par Chausson puis par SAVIEM, ont gardé ce type de conception jusqu'en 1965.

Sanos Ltd a été l'un des constructeurs d'autobus les plus emblématiques de l'ex-Yougoslavie. Sa raison sociale complète est FAS Sanos - Fabrika Avtobusa Skopje (ou Usine d'autobus Skopje). La société créée en 1946 était, à l'origine un atelier de réparation automobile créé en 1930. L'usine a entamé une coopération avec Mercedes-Benz dès 1967 pour assembler puis fabriquer sous licence des modèles d'autocars de la marque allemande. Avec FAP, FAMOS et quelques autres fabricants, elle a été intégrée dans une société commune appelée FFB - FAP FAMOS Beograd. Après une faillite en 2001 et un arrêt total de l'activité, la société Unitires a racheté Sanos Ltd en 2004 et a redémarré la production. L’usine existe toujours mais n'a plus présenté de nouveau modèle depuis 2005 et la production est suspendue. Les véhicules Sanos étaient réputés pour leur fiabilité et leur robustesse. Le Sanos 7T utilise un châssis et une mécanique Zastava, une exception dans la gamme du constructeur. Il est vrai que Mercedes-Benz n'a jamais excellé dans la gamme mini/midibus.